# ネコピデム
ネコピデム（英：Necopidem）はイミダゾピリジン系薬物で、よく知られているゾルピデムやアルピデムと関連する。そのため、他の非ベンゾジアゼピン系睡眠薬と構造的に類似していることから、非ベンゾジアゼピン系睡眠薬とみなされ、鎮静作用や抗不安作用を持つ可能性がある。